# De pruim
De pruim of Pruimenlikeur (Frans: La Prune, Engels: The Plum of Plum Brandy) is een schilderij van Édouard Manet. Het stamt uit circa 1877 en toont een jonge vrouw aan een cafétafel. In onderwerp en atmosfeer heeft het doek enige gelijkenis met De absintdrinkster van Edgar Degas uit 1876. Sinds 1971 is het te zien in de National Gallery of Art in Washington D.C.

## Voorstelling
Aan het eind van de negentiende eeuw nam het café een belangrijke plaats in het stedelijk leven van Parijs in. Kunstenaars, filosofen en andere bohemiens kwamen er samen, dronken en voerden verhitte discussies. Ook Manet was een fervent caféganger. In de jaren 70 van de negentiende eeuw was hij vaak te vinden in het Café de la Nouvelle Athènes aan de Place Pigalle, waar hij andere schilders zoals Degas, Monet en Renoir ontmoette, maar ook Émile Zola en Stéphane Mallarmé.
Aan het eind van zijn leven heeft Manet een aantal doeken geschilderd die het café als thema hebben, waarvan Een bar in de Folies-Bergère waarschijnlijk het bekendst is. In De pruim kiest de schilder er echter voor om slechts één bezoekster af te beelden. Een jong meisje zit achter een marmeren tafel, met haar hoofd op haar rechterhand. Tussen haar vingers steekt een niet aangestoken sigaret en voor haar staat een pruim in brandewijn, een populair drankje in die tijd. Ze draagt een roze jurk met daaronder een witte blouse met ruches; op haar hoofd een zwart hoedje versierd met zijde en kant. Het zou hier kunnen gaan om een prostituée die wacht op een klant, maar haar nette kleding wijst eerder op een respectabel beroep, zoals een winkelbediende of naaister. Met een dromerige, haast melancholische blik staart zij naar een punt buiten het schilderij. Manet brengt hier eenzaamheid als keerzijde van het bruisende stadsleven tot uitdrukking. Toch is het tafereel veel hoopvoller dan De absintdrinkster, waar de hoofdpersonen voorgoed verloren lijken.
Hoewel het zeer goed mogelijk is dat de schilder zijn inspiratie opdeed in het Café de la Nouvelle Athènes, werkte hij het doek in zijn atelier verder uit. Volgens de Ierse schrijver George Moore bezat Manet daar een marmeren cafétafel. Ook de achtergrond met het rooster komt niet overeen met de werkelijke situatie in het café, zoals die bijvoorbeeld is afgebeeld op De absintdrinkster. Als model wordt vaak Ellen Andrée genoemd, die ook al figureerde op het doek van Degas.

## Herkomst
- 1881: Charles Deudon koopt het schilderij van Manet voor 3.500 frank.
- 1919: verkocht aan de kunsthandelaar Paul Rosenberg in Parijs.
- 1927: verkocht aan Arthur Sachs uit New York voor 500.000 frank. Hij hield het schilderij zeker tot 1948 in zijn bezit.
- 1961: verkocht aan Paul Mellon, Upperville, Virginia door de kunsthandel M Knoedler & Co., New York
- 1971: geschonken aan de National Gallery of Art.

## Afbeeldingen

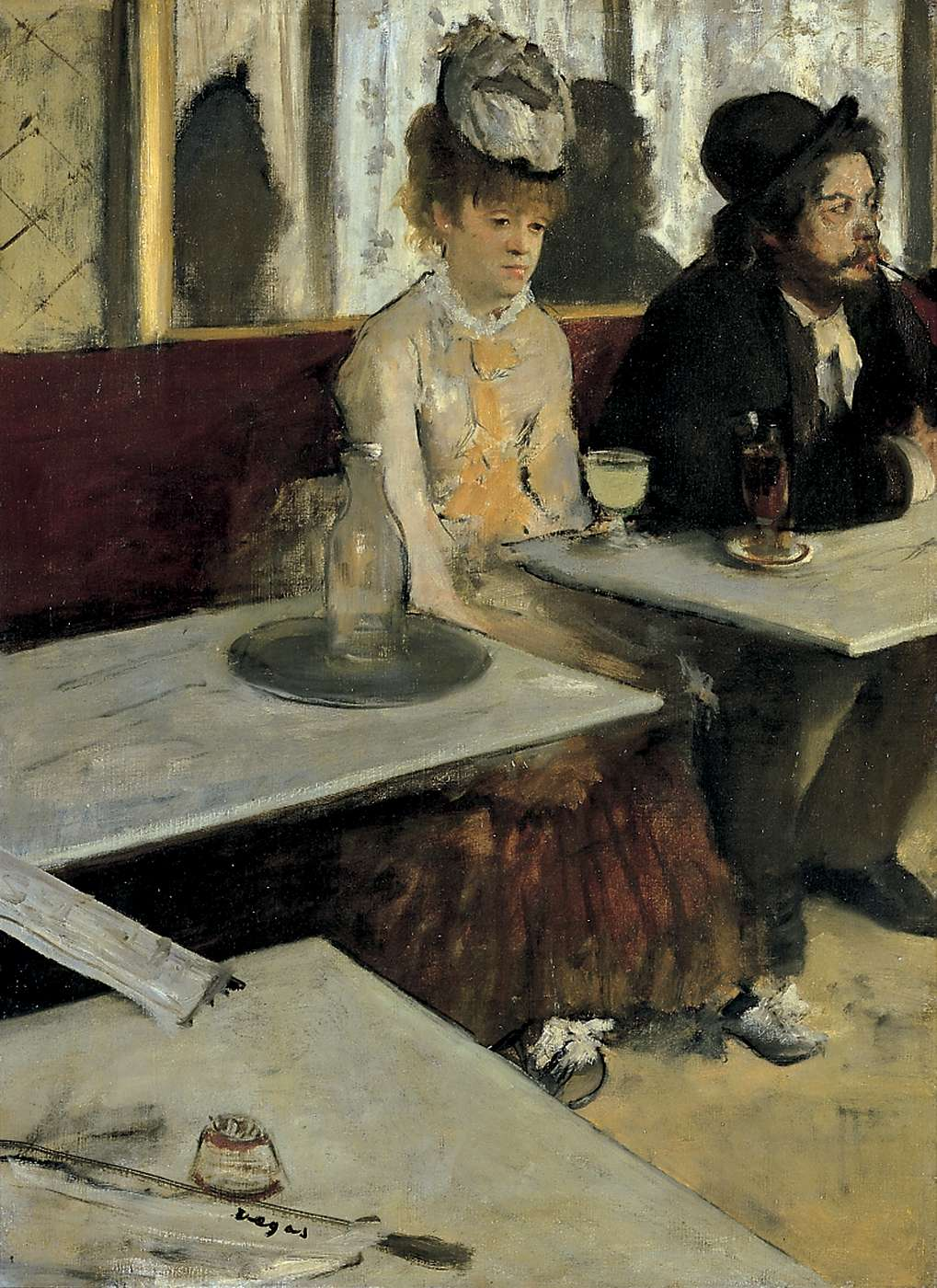
De absintdrinkster - Edgar Degas (1876)
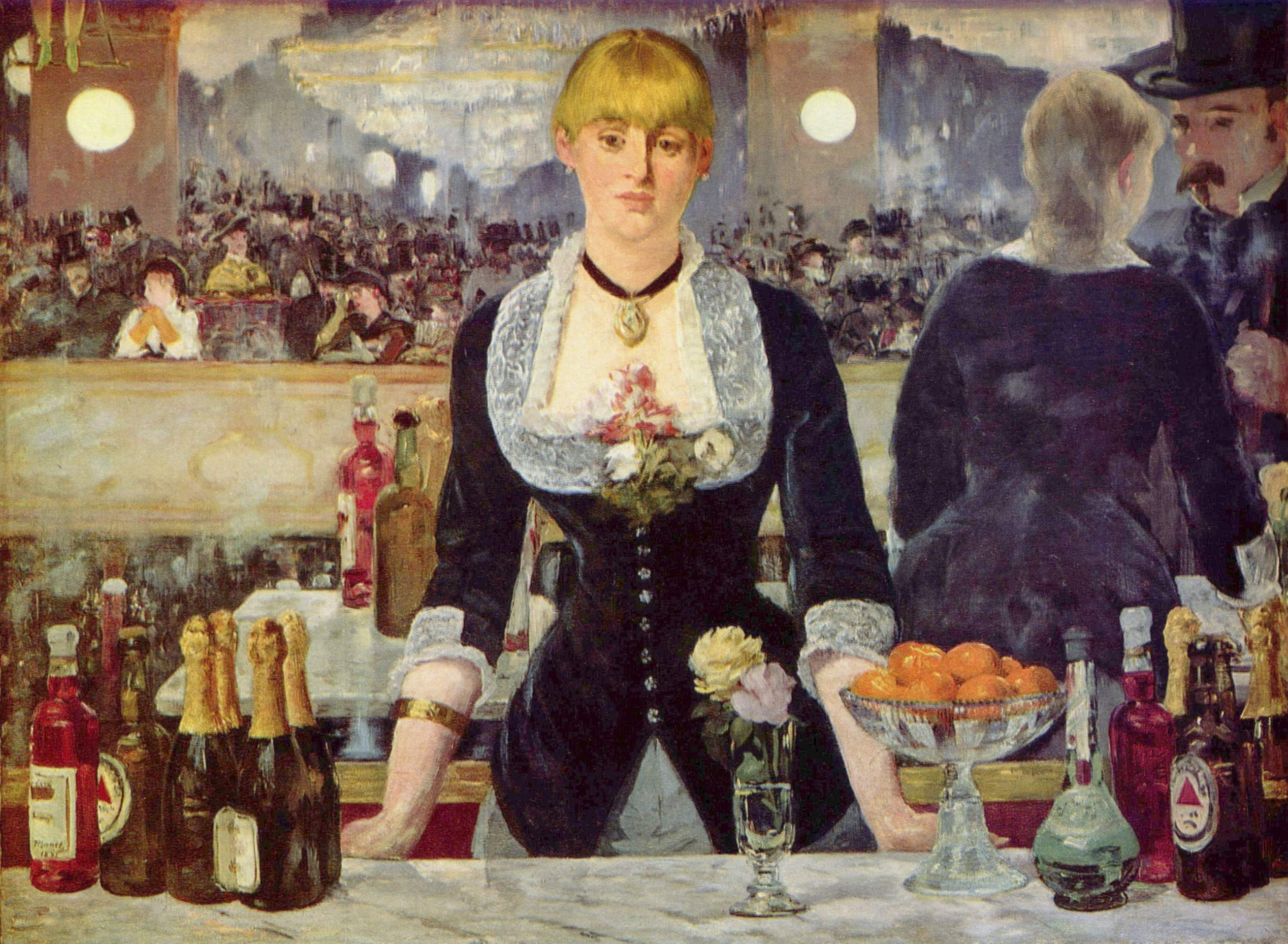
Een bar in de Folies-Bergère, Manets beroemdste caféscène